# Lampos
Dans la mythologie grecque, Lampos (en grec ancien Λάμπος) est le fils de Laomédon (roi de Troie) et un des frères de Priam.

## Mythe
Il fait partie des vieux princes qui aux côtés de Priam observent la guerre au loin, en raison de leur âge, alors qu'ils sont perchés sur les Portes Scées de la ville de Troie.
Selon le pseudo-Apollodore, il est tué par Héraclès et Télamon à la suite d'une querelle entre son père et Héraclès, tandis que selon Homère il est toujours vivant au moment de la guerre de Troie où il fait partie du conseil des anciens.